# Sebastià Gasch
Sebastià Gasch Carreras (Barcelona, 1897-Barcelona, 1980) fue un crítico de arte, escritor y periodista español. Fue también conocido bajo el pseudónimo «Mylos». 

## Biografía
Nacido el 9 de octubre de 1897 en Barcelona, abandonó el colegio a los dieciséis años y trabajó en empresas comerciales. Fue bibliotecario del Cercle Artístic de Sant Lluc, donde conoció y trabó amistad con el artista Joan Miró. Se unió al grupo de artistas de Barcelona conocidos como Els evolucionistes en la década de 1920. En 1925 comenzó a publicar críticas en la Gaseta de les Arts, D'Ací i d'Allà y, sobre todo, en L'Amic de les Arts, donde trató de abrir la mirada de los lectores a los movimientos artísticos vanguardistas representados, no solo por Joan Miró, sino por gentes como el pintor Salvador Dalí, el arquitecto Le Corbusier o el multifacético artista francoalemán Jean Arp. Colaboró también, destacadamente, en La Gaceta Literaria.
En 1928 firmó con Salvador Dalí y Lluís Montanyà el Manifest antiartístic català, más conocido com el Manifest Groc ['Manifiesto Amarillo'], y en 1929 publicó, con Montanyà y Guillermo Díaz-Plaja, el único número de la revista Fulls Grocs, cuyo tono provocador recogió duras críticas. Gasch amplió el concepto de artes escénicas a todos los espacios minusvalorados en la época, como las representaciones de títeres, el circo o los cafés teatro. Después de un tiempo, abandonó la crítica de arte por la del music-hall en La Publicitat y la revista Mirador, y como crítico de cine en L'Opinió.
Durante la guerra civil española mantuvo su residencia en Cataluña. A principios de 1939, antes de que las tropas franquistas ocupasen toda Cataluña, cruzó la frontera para exiliarse en Francia. Residió en París hasta volver en 1942 a Barcelona donde, tras pasar unas semanas en prisión, comenzó a trabajar como colaborador en la revista Destino y, con el tiempo, en otras publicaciones españolas, así como en Radio Nacional de España. Falleció el 9 de diciembre de 1980 en Barcelona.
La entidad catalana Fomento de las Artes y del Diseño estableció en su honor desde 1976 los Premis Sebastià Gasch d'Arts Parateatrals. El fondo personal de Sebastià Gasch se conserva en la Biblioteca de Cataluña desde 2018. Los jardines de Sebastià Gasch, inaugurados en 1994, y situados en Barcelona, en el interior de la manzana delimitada por la Gran Vía y las calles Rocafort, Entença y Diputación, llevan su nombre.

## Obra destacada
- La pintura catalana (1938)
- La danza (1946)
- El circo y sus figuras (1946)
- L'expansió de l'art català al món (1953)
- París 1940 (1956)
- Barcelona de nit (1957)
- Joan Miró (1963)
- Les nits de Barcelona (1969)
- Tàpies (1971)
- El Molino. Memorias de un setentón (1972)
- Etapes d'una nova vida (2002, obra póstuma sobre el exilio en Francia)